# 虎紋裸背電鰻
虎紋裸背電鰻，為輻鰭魚綱電鰻目裸背電鰻科的其中一種，為熱帶淡水魚，分布於南美洲厄瓜多Pastaza河至巴西塔帕若斯河流域，體長可達41.1公分，棲息在底中層水域，生活習性不明。

## 扩展阅读
維基物種上的相關：虎紋裸背電鰻